# Pardis Pourabedini

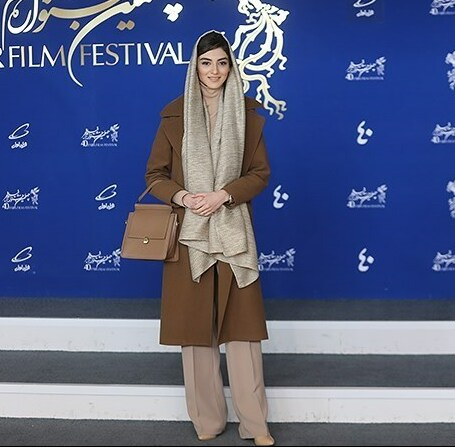
Pardis Pourabedini

Pardis Pourabedini (persisch پردیس پورعابدینی; * 10. April 2000 in Teheran) ist eine iranische Schauspielerin.

## Leben und Karriere
Pourabedini wurde am 10. April 2000 in Teheran geboren. Ihre Mutter ist Friseurin und ihr Vater ist Geschäftsführer der Sofar Company. Ihre Schauspielkarriere begann sie im Theater. 2019 spielte sie in den Stücken It Might Happen to You Too und in Friday Noon Story mit. Der Durchbruch gelang ihr mit der Rolle der Razieh in der Serie Aghazadeh, für die sie eine Nominierung bei den Hafez Awards erhielt. 2023 spielte sie die Hauptrolle in Fereshteh's Sin.
Pourabedini ist mit dem Schauspieler Amir Hossein Mousavi verheiratet.

## Theater
- 2019: It Might Happen to You Too
- 2019: Friday Noon Story

## Filmografie
Filme
- 2022: Killing a Traitor
- 2022: Motherless
- 2023: Gharib
- 2023: In the Form of Love

Serien
- 2020–2021: Aghazadeh
- 2021: The Restless Heart
- 2022: Haft
- 2023–2024: Fereshteh's Sin

## Auszeichnungen

### Gewonnen
- 2023: Fajr International Film Festival in der Kategorie „Best Actress in a Leading Role“[6]

### Nominiert
- 2021: Hafez Award in der Kategorie „Best Actress – Television Series Drama“[7]
- 2023: Hafez Award in der Kategorie „Best Actress – Television Series Drama“[8]
- 2023: Resistance International Film Festival in der Kategorie „Best Actress“[9]